# تابیتا لوپین
تابیتا لوپین (به انگلیسی: Tabitha Lupien) (زاده ۴ فوریهٔ ۱۹۸۸) بازیگر کانادایی است.
از فیلم‌های معروف او می‌توان به بازی در فیلم ببین حالا کی حرف می‌زنه اشاره کرد.